# Teater Schahrazad
Teater Schahrazad var en svensk experimentell fri teatergrupp med bas i Stockholm, verksam åren 1976–1986.
Teater Schahrazad har beskrivits som ett utforskande teaterlaboratorium, som i sin stil skilde sig från det mesta annat i Teatersverige. Namnet Schahrazad kommer från sagoberätterskan i Tusen och en natt om Scheherazade, som lyckades överleva genom att oavbrutet upprätthålla berättandet. Teatergruppen bildades 1976 under den radikala, experimentella eran i svensk teater av bland andra regissören Wilhelm Carlsson, balettutbildade Maria Ericson och Tom Fjordefalk. De ville undersöka en stiliserad poetisk form av teater, en internationell, framför allt asiatisk teater, och en fysisk teater med ett helt eget precist uttryck, gränsande till koreografi. Jerzy Grotowskis Teatr Laboratorium i Polen och Eugenio Barbas Odin Teatret – Nordisk Teaterlaboratorium i Holstebro i Danmark var två inspirationskällor.
Gruppen inspirerades även av den ryske teaterteoretikern Vsevolod Meyerholds teori om biomekanisk teater. De arrangerade bland annat ett internationellt Meyerhold-symposium på Kulturhuset i Stockholm 1981, där de i enlighet med denna teatermetod också satte upp dramat Dr Dapertutto, om Meyerholds liv.
Under 1980-talet blev de alltmer engagerade i att främja ett internationellt kulturutbyte och arrangerade seminarier och festivaler och inte minst produktioner i form av spektakulära parader på gator och på Sergels torg i Stockholm. Man gjorde produktioner som Car Crash, paraden Våra hjältar och klassiker som Shakespeares Macbeth och Goethes Faust (1984). Först de sista åren fick gruppen en egen fast scen i Stockholm. Innan dess hade de bedrivit en omfattande turnéverksamhet i Sverige och Europa. Till slut räckte inte de ekonomiska anslagen för att motsvara ambitionerna och gruppen lade ned verksamheten 1986.